# Prêmio Teen Choice de melhor telessérie dramática
O Prêmio Teen Choice de Melhor Série de TV – Drama (em inglês:Teen Choice Award for Choice Drama Series), anteriormente conhecido como Choice de Melhor Série de TV – Ação / Drama, é um dos prêmios apresentados anualmente pela FOX. O que se segue é uma lista de filmes vencedores e nomeados ao Teen Choice Awards para tal categoria.
- Os vencedores estão em negrito

## Vencedores e nomeados

### 1999
| Ano  | Vencedor       | Nomeados                                                                                        | Refs. |
| ---- | -------------- | ----------------------------------------------------------------------------------------------- | ----- |
| 1999 | Dawson's Creek | - 7th Heaven - Buffy the Vampire Slayer - Charmed - ER - Felicity - Party of Five - The X-Files | [ 1 ] |

### Anos 2000
| Ano  | Vencedor       | Nomeados | Refs.        |
| ---- | -------------- | --- | ------------ |
| 2000 | Dawson's Creek | - 7th Heaven - Buffy the Vampire Slayer - Charmed - Felicity - Get Real - Once and Again - Roswell            | [ 2 ]        |
| 2001 | 7th Heaven     | - Boston Public - Buffy the Vampire Slayer - Dark Angel - Dawson's Creek - Felicity - Gilmore Girls - Roswell | [ 3 ]        |
| 2002 | 7th Heaven     | - Alias - Buffy the Vampire Slayer - Dark Angel - Dawson's Creek - Felicity - Gilmore Girls - Smallville      | [ 4 ]        |
| 2003 | 7th Heaven     | - 24 - Alias - American Dreams - Buffy the Vampire Slayer - Dawson's Creek - Fastlane - Smallville            | [ 5 ]        |
| 2004 | The O.C.       | - 7th Heaven - Alias - American Dreams - Everwood - Joan of Arcadia - One Tree Hill - Smallville              | [ 6 ]        |
| 2005 | The O.C.       | - 7th Heaven - Alias - Everwood - Grey's Anatomy - House - Lost - One Tree Hill                               | [ 7 ]        |
| 2006 | The O.C.       | - Grey's Anatomy - House - Lost - One Tree Hill - Smallville                                                  | [ 8 ]        |
| 2007 | Grey's Anatomy | - Heroes - House - Kyle XY - Lost                                                                             | [ 9 ] [ 10 ] |
| 2008 | Gossip Girl    | - Friday Night Lights - Grey's Anatomy - House - One Tree Hill                                                | [ 11 ]       |
| 2009 | Gossip Girl    | - 90210 - Grey's Anatomy - House - The Secret Life of the American Teenager                                   | [ 12 ]       |

### Anos 2010
| Ano  | Vencedor            | Nomeados                                                                                  | Refs.  |
| ---- | ------------------- | ----------------------------------------------------------------------------------------- | ------ |
| 2010 | Gossip Girl         | - 90210 - Grey's Anatomy - House - The Secret Life of the American Teenager               | [ 13 ] |
| 2011 | Gossip Girl         | - Bones - House - Make It or Break It - The Secret Life of the American Teenager          | [ 14 ] |
| 2012 | Pretty Little Liars | - Bones - Gossip Girl - Revenge - Touch                                                   | [ 15 ] |
| 2013 | Pretty Little Liars | - Gossip Girl - Nashville - Revenge - Switched at Birth                                   | [ 16 ] |
| 2014 | Pretty Little Liars | - The Fosters - Hart of Dixie - Switched at Birth - Twisted                               | [ 17 ] |
| 2015 | Pretty Little Liars | - Castle - Empire - The Fosters - Grey's Anatomy - Nashville                              | [ 18 ] |
| 2016 | Pretty Little Liars | - Empire - Gotham - Grey's Anatomy - Rosewood - Shades of Blue                            | [ 19 ] |
| 2017 | Riverdale           | - Empire - Famous in Love - Pretty Little Liars - Star - This Is Us                       | [ 20 ] |
| 2018 | Riverdale           | - Empire - Famous in Love - The Fosters - Star - This Is Us                               | [ 21 ] |
| 2019 | Riverdale           | - Good Trouble - Pretty Little Liars: The Perfectionists - The Resident - Runaways - Star | [ 22 ] |